# Distrito de Thaton
El distrito de Thaton o Tha-Hton (en birmano: သထုံခရိုင်, karen: Doo The Htoo, Pa-O: သထွုံႏခရဲင်ႏ) es un distrito del estado Mon perteneciente a Birmania. Su capital es Thaton. Comprendía la mitad septentrional del estado. A partir de la reestructuración territorial comprende la cuarta parte septentrional.

## División administrativa
El distrito está conformado por dos municipios:
- Municipio de Thaton (238 106 habitantes) - capital en Thaton
- Municipio de Paung (218 459 habitantes) - capital en Paung

En 2022 los municipios de Bilin y Kyaikto, del distrito de Thaton, se fusionaron para ser parte del nuevo Distrito de Kyaikto.

## Demografía
| Gráfica de evolución de Distrito de Thaton entre 1872 y 2014 |
|                                                              |
| Fuente: CityPopulation.                                      |